# Domingo Faustino Sarmiento
Domingo Faustino Sarmiento (San Juan, Províncies Unides del Riu de la Plata, 15 de febrer de 1811 - Asunción, Paraguai, 11 de setembre de 1888) fou un polític, mestre i pedagog argentí. Quan era molt petit encara, la seua família va haver d'emigrar a Xile per motius polítics, país on més tard exercí diverses professions i destacà com a mestre. El 1842 fundà la primera Escola Normal xilena. Viatjà per Europa i els Estats Units. Després de la caiguda de Rosas, el 1856, pogué tornar a l'Argentina, on ocupà diversos càrrecs polítics fins que el 1868 va ser nomenat president de la República Argentina. Creà l'escola popular argentina i el magisteri nacional sobre la base dels postulats laïcistes. La seua obra en el camp escolar influencià tota l'Amèrica Llatina. El seu pensament pedagògic és poc original, però tingué la virtut de saber aplicar els corrents educatius moderns a les necessitats del seu país.